# Pekingi kacsa (étel)

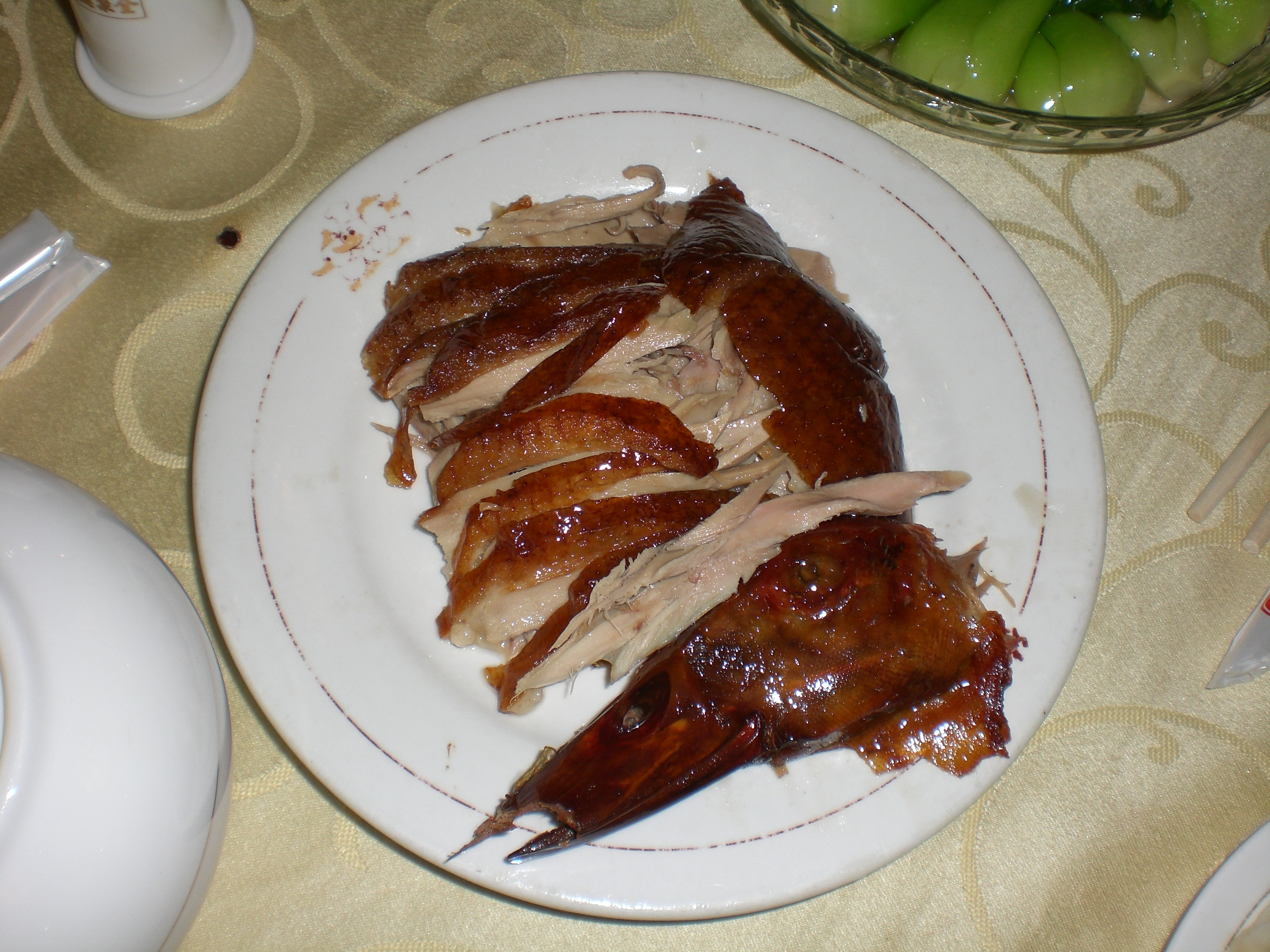
Tálalt pekingi kacsa egy pekingi étteremben

A pekingi kacsa (kínaiul: 北京烤鴨; pinjin: Beijing kao ya; népszerű magyar: Pejcsing kao ja) a házi kacsa Pekingből származó változatából, a pekingi kacsából készült étel. A császári idők óta készített fogást Kína nemzeti eledelének tartják.
A vékony, ropogós bőréért nagyra értékelt fogás hagyományos módon többnyire a bőrrel és kevés hússal tálalják, előkészítése, felszeletelése pedig a vendégek előtt történik. Az erre a célra tenyésztett kacsákat 65 nap után vágják le, majd megfűszerezik. Csak ezt követően kerülnek a zárt vagy felfüggesztett sütőbe. Kiegészítésként palacsintát, újhagymát, Hoisin-szószt és szójaszószt tálalnak hozzá.
Pekingben két neves étterem, a Csüanzsutö (Quanjude) és a Pienjifang (Bianyifang) két évszázada szolgálja fel ezt a ételt.

## Története

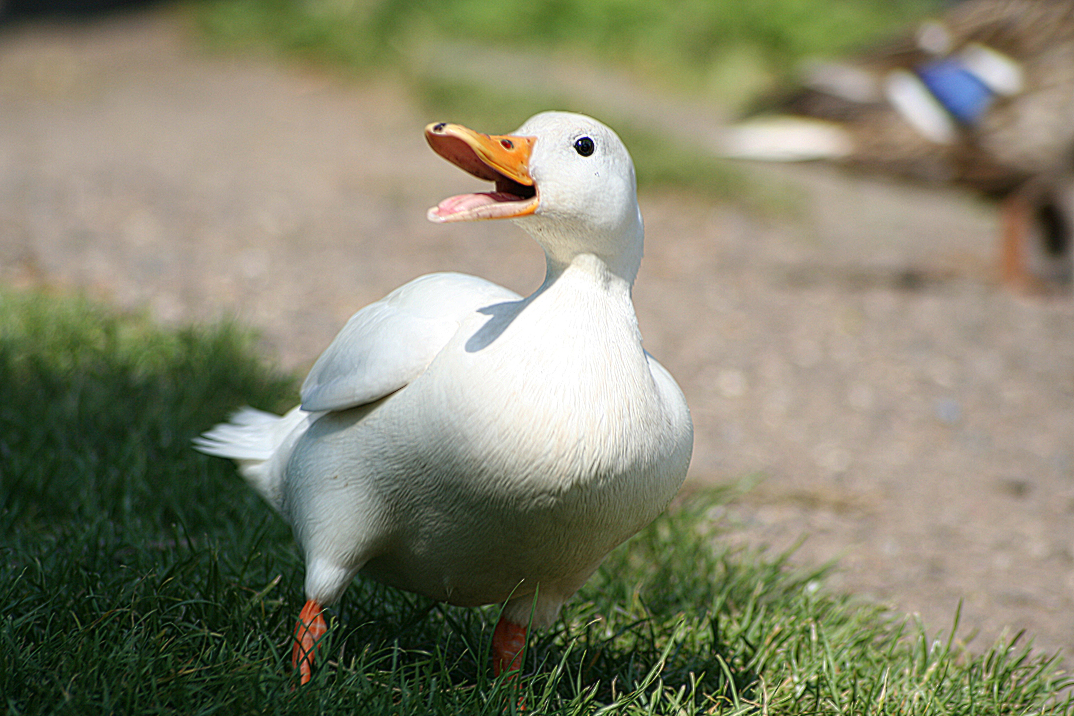
Egy pekingi kacsa

Kínában a kacsa sütéssel való elkészítésének módszerét már a Déli és északi dinasztiák korában is ismerték. A Jüan-dinasztia korában is ismert volt az étel, az uralkodónak a sült kacsa egyik változatát szolgálták fel. Az eredetileg Saojacse (Shaoyazi) (燒鴨子) néven ismert fogást Hu Sze-huj (Hu Sihui) (忽思慧) udvari konyhafelügyelő 1330-as műve, a Teljes receptek ételekhez és italokhoz (飲膳正要) szakácskönyv is megemlíti. A maihoz hasonló pekingi sült kacsa a Ming-dinasztia alatt készült először, és akkoriban az számított a legfőbb ételnek a császári udvarban. Az első, pekingi kacsára specializálódó étterem, a Pienjifang (Bianyifang) 1416-ban jött létre Hszienjükou (Xianyukou)ban, Peking Csienmen (Qianmen) részén.
A Csing-dinasztia (Qing-dinasztia) alatt, Csien-lung (Qianlong) uralkodása idején (1735–1796) a magasabb társadalmi rétegekben a pekingi kacsa népszerűsége megnőtt, több tudós és költő is előszeretettel fogyasztotta. A pekingi verseket tartalmazó Tuan Csu Cse Ce (Duan Zhu Zhi Ci) kötetben ez olvasható az egyik költeményben: „Rakd meg tányérodat sült kacsával és szopós malaccal”. 1864-ben nyitotta meg kapuit a pekingi Csüanzsutö (Quanjude) (全聚德) étterem. Jang Csüanzsen (Yang Quanren) (楊全仁), a Csüanzsutö (Quanjude) alapítója kifejlesztette a nyílt láng fölé belógatós sütési technikát, mellyel a kacsát sütni lehetett. Újításával és hatékony irányításával az étterem Kína-szerte ismertté vált, majd később a világ is megismerhette a pekingi kacsát.
A Csing-dinasztia (Qing-dinasztia) 1912-es bukása után az uralkodók szakácsai elhagyták a Tiltott Várost, és Peking-szerte éttermeket alapítottak, így nagy tömegekhez is eljutott az étel.
A 20. század közepére a fogás Kína szimbólumává vált, és a turisták, illetve a diplomaták is előszeretettel fogyasztották. 1971 júliusában Henry Kissinger, az Egyesült Államok nemzetbiztonsági tanácsadójának és Csou En-laj (Zhou Enlai), a Kínai Népköztársaság miniszterelnökének találkozásakor a vendég delegációt pekingi kacsával kínálták, ami Kissinger tetszését is elnyerte. A másnap (július 11-én) kiadott közös közleményben bejelentették Nixon elnök 1972-re tervezett látogatását. Egyesek szerint a pekingi kacsa volt az Egyesült Államok és Kína 1970-es évekbeli közeledésének egyik tényezője. Csou En-laj (Zhou Enlai) halálát követően 1976-ban Kissinger újra meglátogatta az ázsiai országot, és ugyanúgy kacsát evett. A Csüanzsutö (Quanjude) pekingi kacsája a kubai Fidel Castrótól a német Helmut Kohlig számos politikai vezető ízlését is elnyerte.

## Elkészítése

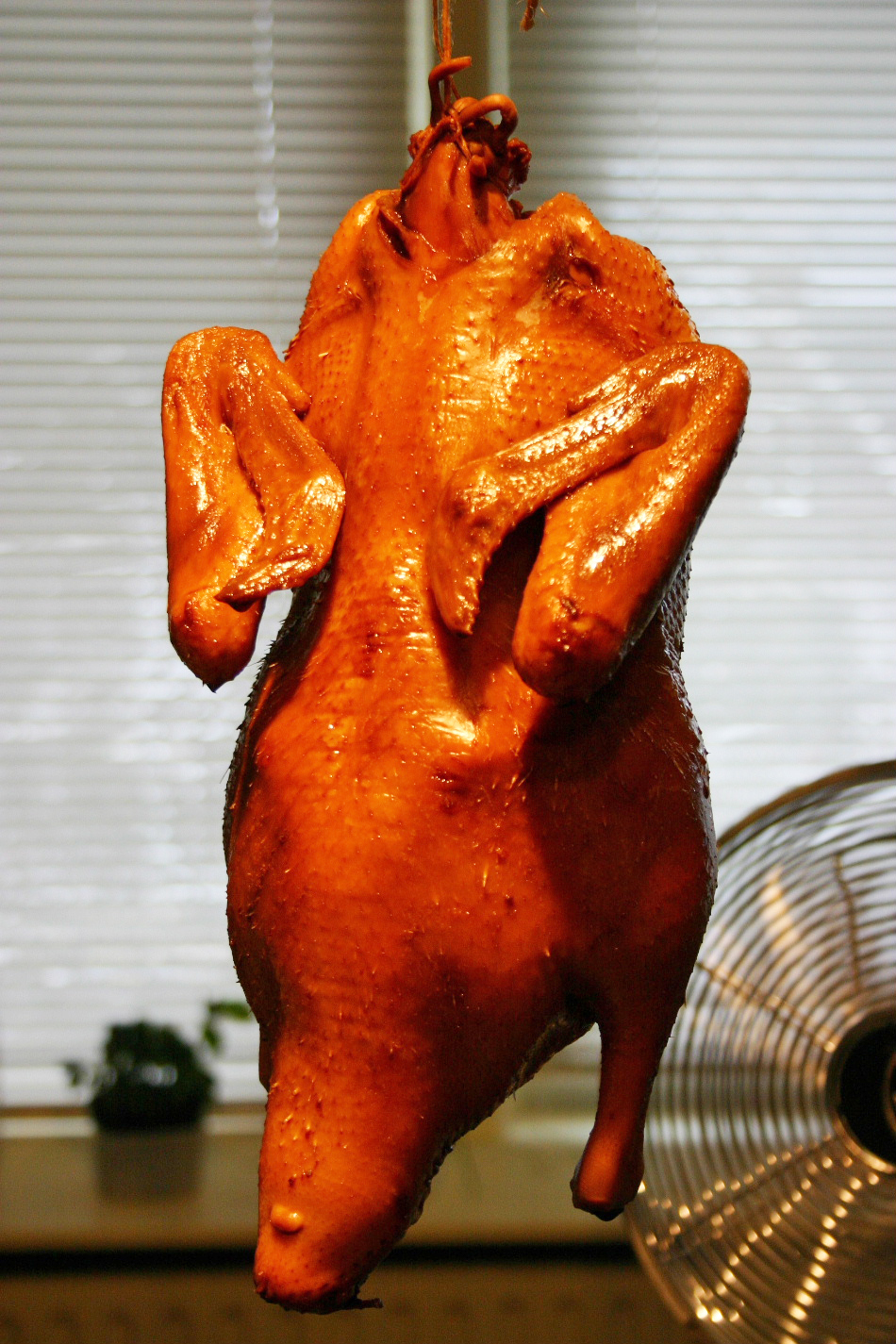
Egy kiszárított pekingi kacsa

### A kacsa tenyésztése
A fogás elkészítéséhez régen a Nankingban tenyésztett kacsákat használták, melyeknek fekete tollazatuk volt, és a főbb vízi útvonalak mentén volt az életterük. Az öt dinasztia idejére egy újabb kacsafajtát tenyésztettek ki, az úgynevezett pekingi kacsát, amelyből napjainkban készül az étel. Az újszülött kacsákat szabadtartásos környezetben nevelik életük első 45 napjában, majd 15-20 napig napi 4 töméssel hizlalják őket. Ennek eredményeképp 5-7 kg-ot is elérhetnek. A töméses hizlalás miatt pekingi tömött kacsának (Beijing tian ya (Pejcsing tien ja, ); 北京填鴨) is nevezik a fogást.

### Főzés
A hízott kacsákat levágják, megkopasztják, kizsigerelik, majd bő vízzel leöblítik. A nyaküregén keresztül levegőt pumpálnak a bőr alá, hogy azt elválasszák a zsírtól. Ezt követően a kacsát rövid időre forrásban levő vízbe teszik, majd felakasztják száradni. Míg így lóg, egy maltózmázzal kenik be, belsejét pedig újra kiöblítik. 24 órát állni hagyják, majd addig sütik, míg csillogó barna színt kap.
A pekingi kacsát hagyományosan zárt vagy felfüggesztett sütőben készítik. A zárt kemence téglából készül, és fém sütőkkel van felszerelve (Pi ce (Bi zi); 箅子). Sütés előtt a kemencét cirok szalmával előmelegítik. Amint a tűz kialszik, a kacsát behelyezik a kemencébe, és a konvekciós hő segítségével a hús lassan átfő.
A Csing-dinasztia (Qing-dinasztia) idején kifejlesztett felfüggesztett sütő nyílt lángon egyszerre 20 kacsát is meg tud sütni. A sütőt keményfával (barack- vagy körtefával) tüzelik. A tűz felett kampókon lógó kacsákat 250-270°C hőmérsékleten 30–40 percig sütik. Ezalatt a szakácsok 30 másodperces időközönként egy bottal közelebb nyomják őket a tűzhöz. A kacsa majdnem minden részét felhasználják, így a csontjait is megfőzik zöldségekkel.
A hagyományos elkészítési mód mellett számos mesterszakács állított össze olyan pekingi kacsa recepteket, melyeket bárki elkészíthet otthon.

## Tálalás

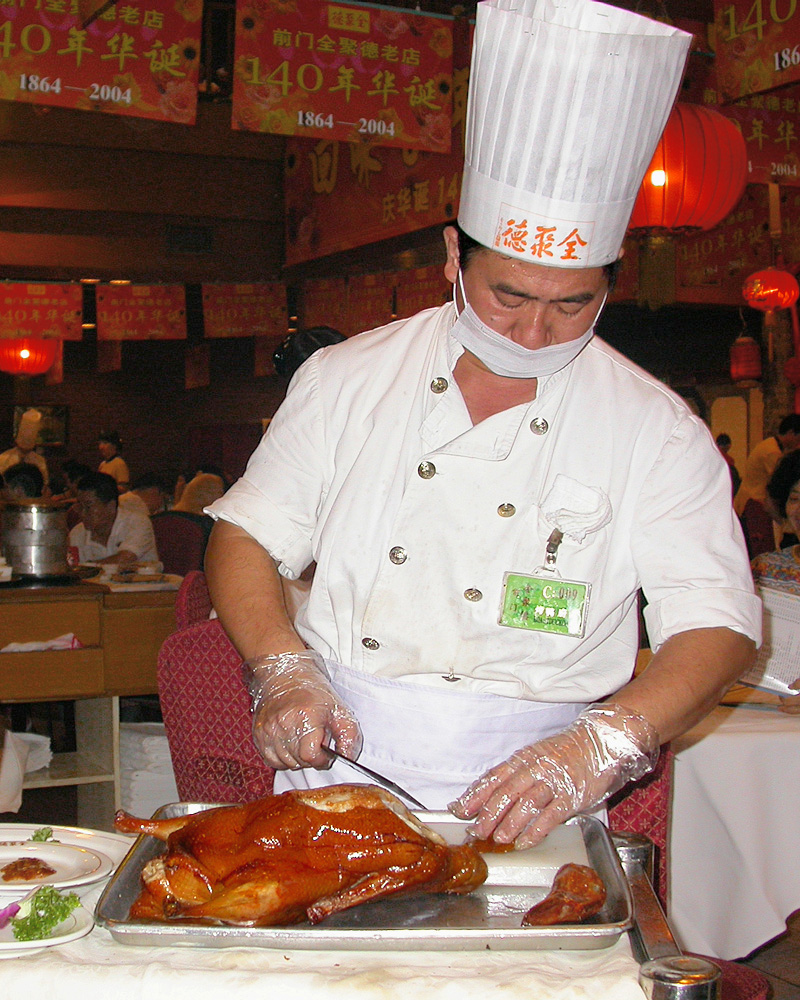
A Csüanzsutö (Quanjude) étterem séfje pekingi kacsát szeletel

A főtt pekingi kacsát az étterem séfje hagyományosan a vendégek előtt szeleteli fel és három szakaszban tálalják. Először a bőrét kínálják fel. A húsát kínai palacsintával (csunpingt (chunbing)); 春餅), friss újhagymával és Hoisin-szósszal tálalják. Melléje többféle zöldségkészítményt szolgálnak fel, többnyire hosszába vágott uborkafalatokat. Esetenként a palacsintát cukorral és szósszal kenik meg, majd a hús és a zöldségek köré tekerik, melyet kézzel lehet elfogyasztani. A maradék zsiradékot, húst és csontokat levesbe főzik, vagy a feldarabolt húst szójaszósszal keverve megpirítják (stir frying).

### Újramelegítés
Sok étteremtől egész pekingi kacsát is lehet rendelni, amit otthon sütőben, grillsütőben vagy forró olajban lehet újramelegíteni. Sütő használata esetén előbb 20 percig 150°C, majd újabb 10 percig 160°C hőmérsékleten kell sütni a kacsát. Grillezés esetén forrásban levő vízzel kell megtölteni a kacsát, majd a lángoktól 70 cm magasságban kell a rácsra helyezni. A forró vizet 3-4 percenként pótolni kell, míg a kacsa bőre gőzölögni nem kezd. Olajban való újramelegítés esetén vékony szeletekre kell vágni, majd szűrőbe helyezve egy forró olajjal teli wok fölé kell tenni a kacsát. Ezt követően többször le kell önteni az olajjal.

### Jelentős éttermek
Számos pekingi étterem specializálódott a pekingi kacsa készítésére. Ezek közül a Csüanzsutö (Quanjude), a Pienjifang (Bianyifang), a Csangan Jihao (Changan Yihao) (長安一號), a Pejcsing Hsziaovang-fu (Beijing Xiaowangfu) (北京小王府) és a Tatung Kaojatien (Dadong Kaoyadian) (大董烤鴨店). Egyes éttermek, különösen a Csüanzsutö (Quanjude) és a Pienjifang (Bianyifang), nagy hagyománnyal rendelkeznek a minőségi kacsa felszolgálása terén, aminek eredményeképpen ezek a fogások elismert, régi márkanevekké (laocse-hao (laozihao); 老字號) váltak. Emellett a Csüanzsutö (Quanjude) nemzetközi hírnévre és elismerésre tett szert, miután 1999-ben megkapta a Híres Kínai Védjegyet.
A világ számos pontján letelepedő kínai közösségeknek köszönhetően ma már sok Kínán kívüli nagyvárosban is fogyasztható ez a fogás.

## Ropogós-aromás kacsa
A ropogós-aromás kacsa (angolul: Crispy aromatic duck; hsziang szu ja (xiang su ya); 香酥鴨) hasonló a pekingi kacsához, és nagyon népszerű az Egyesült Királyságban, és először a 20. század második felében készítettek.
Ennél a fogásnál a kacsát előbb fűszerekkel pácolják, majd lágyra gőzölik, végül ropogósra sütik. Ennél az ételnél a hús kevésbé zsíros, szárazabb és ropogósabb a pekingi kacsához viszonyítva.

## Galéria

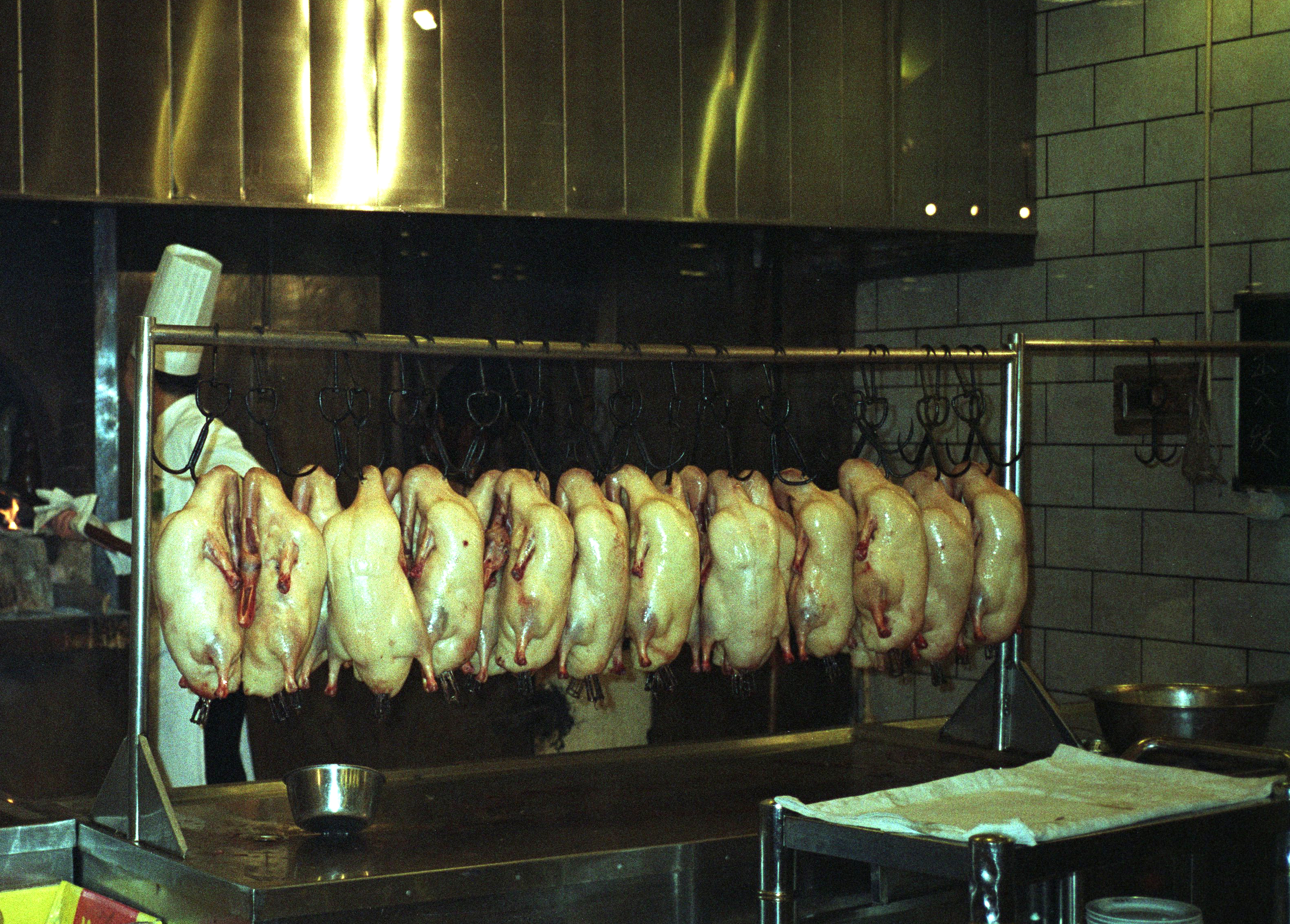
Előkészítés
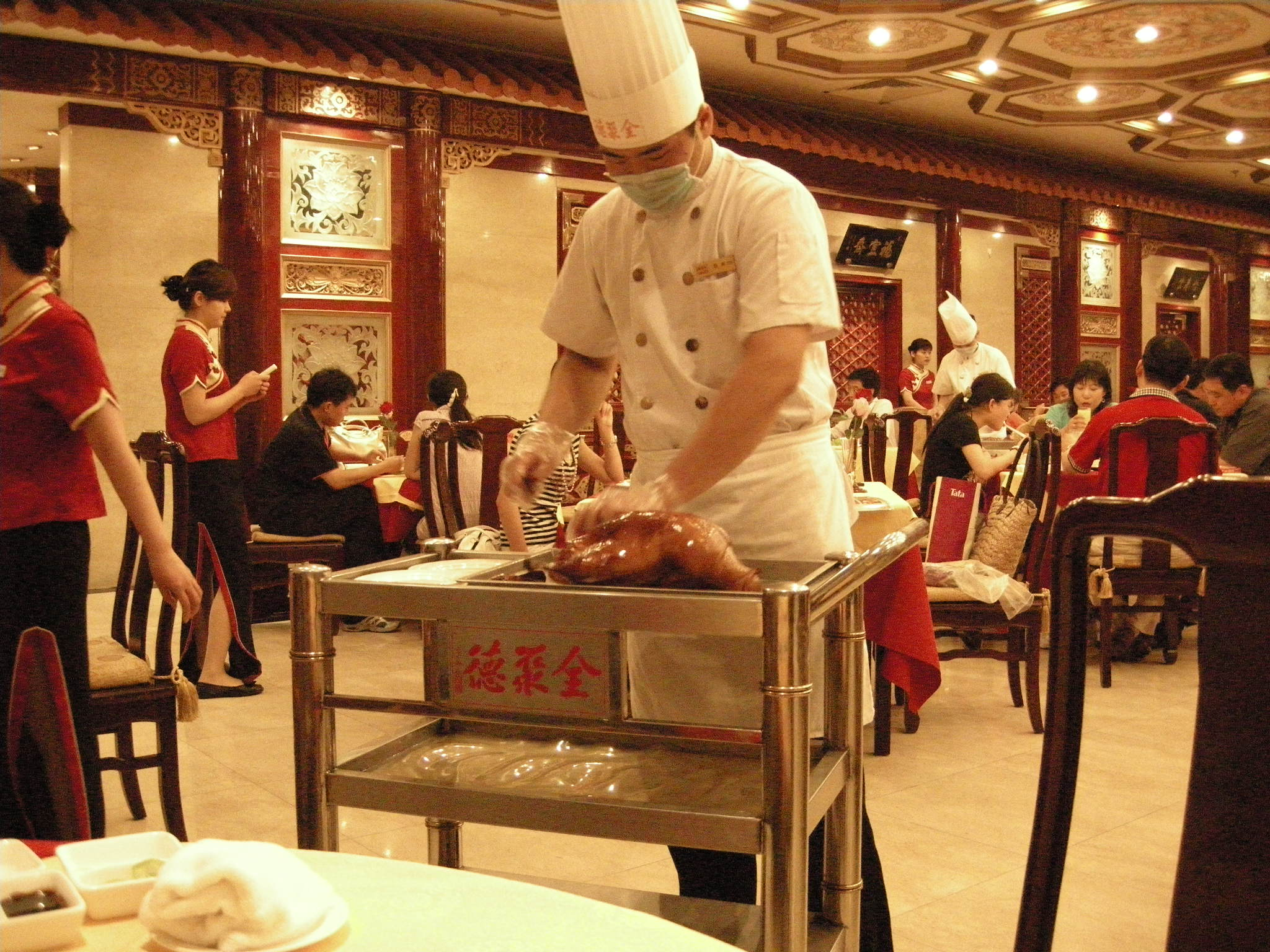
A kacsa szeletelése
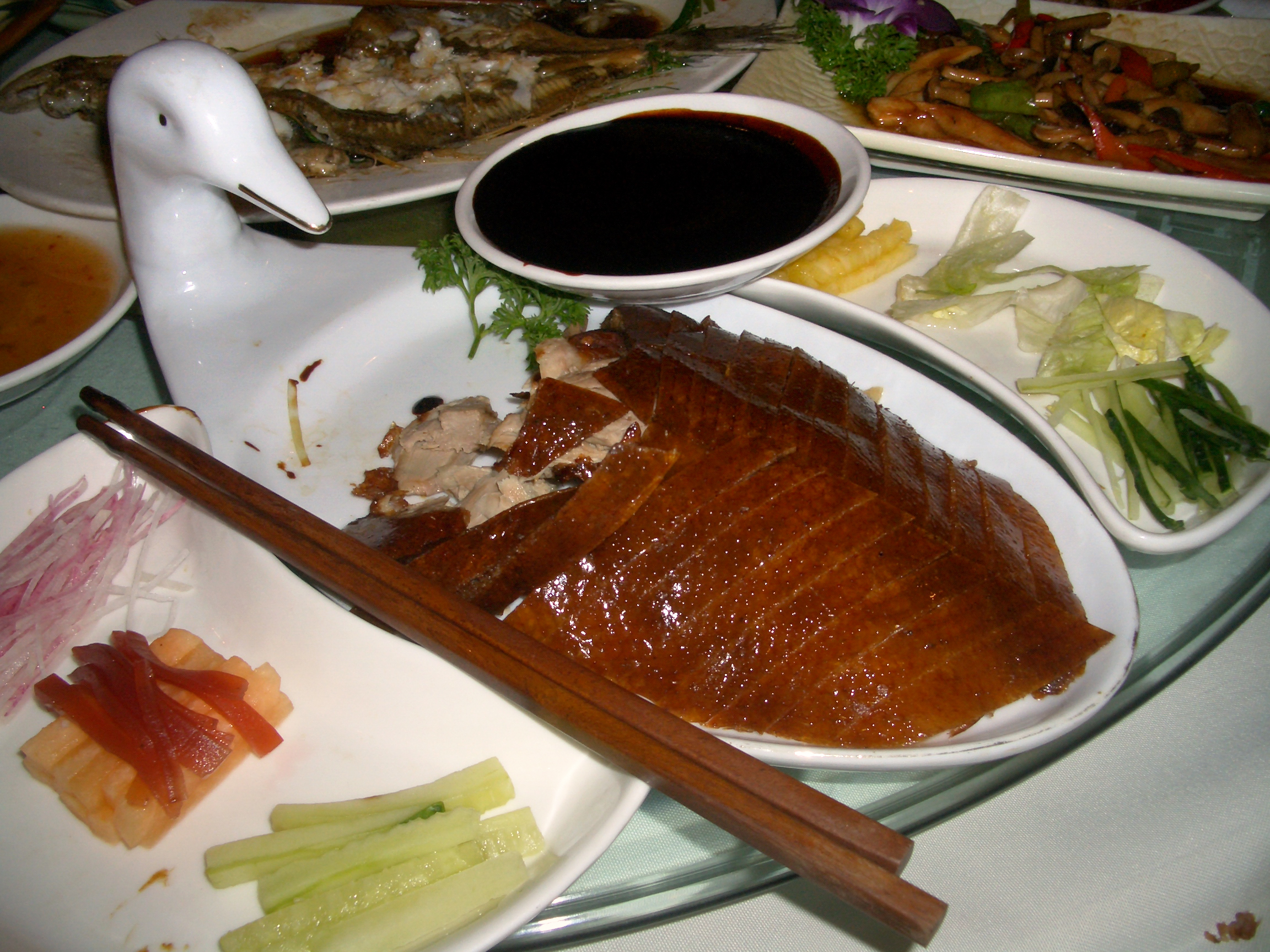
A feltálalt fogás
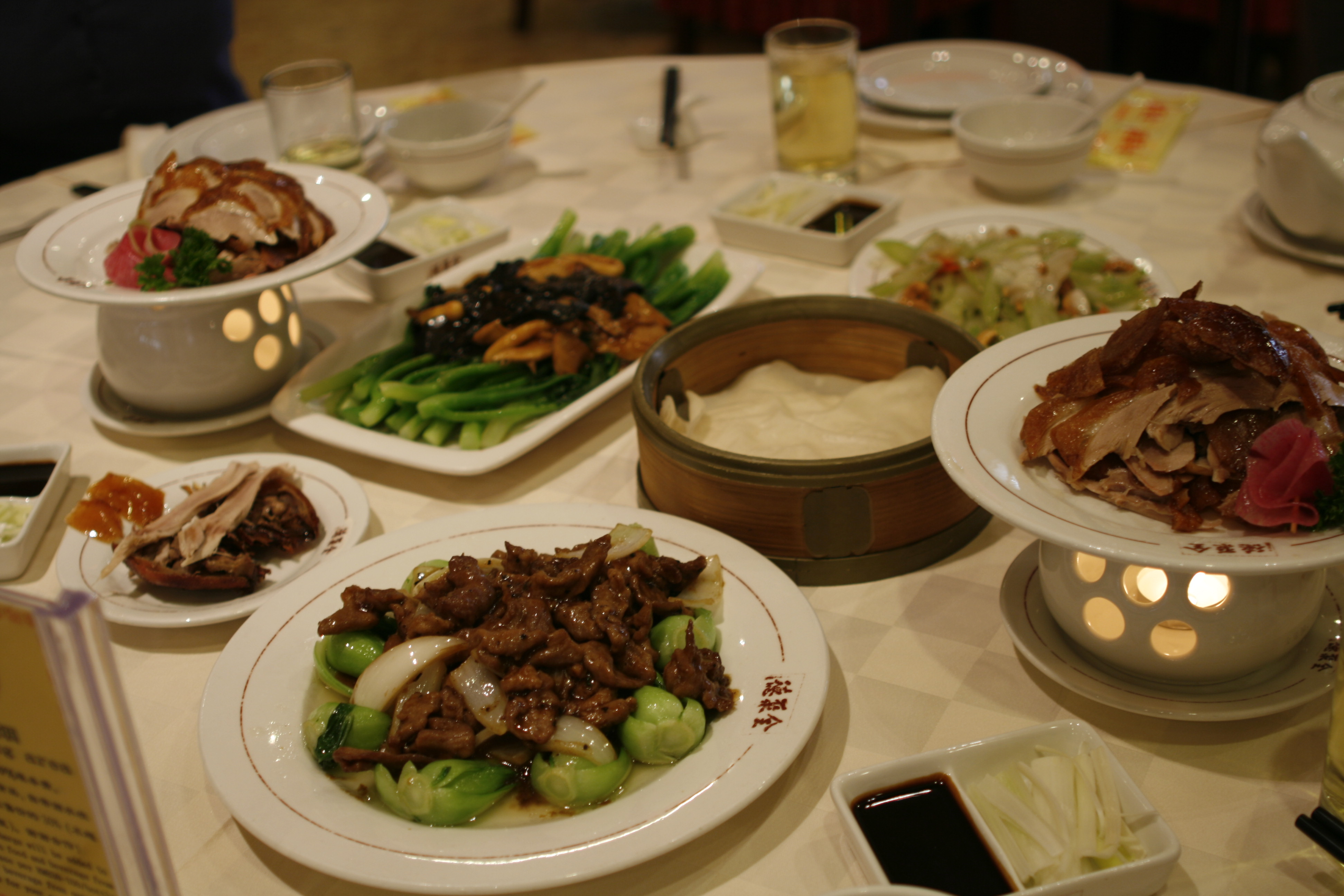
Pekingi kacsa és egyéb fogások a Csüanzsutö (Quanjude) étteremben
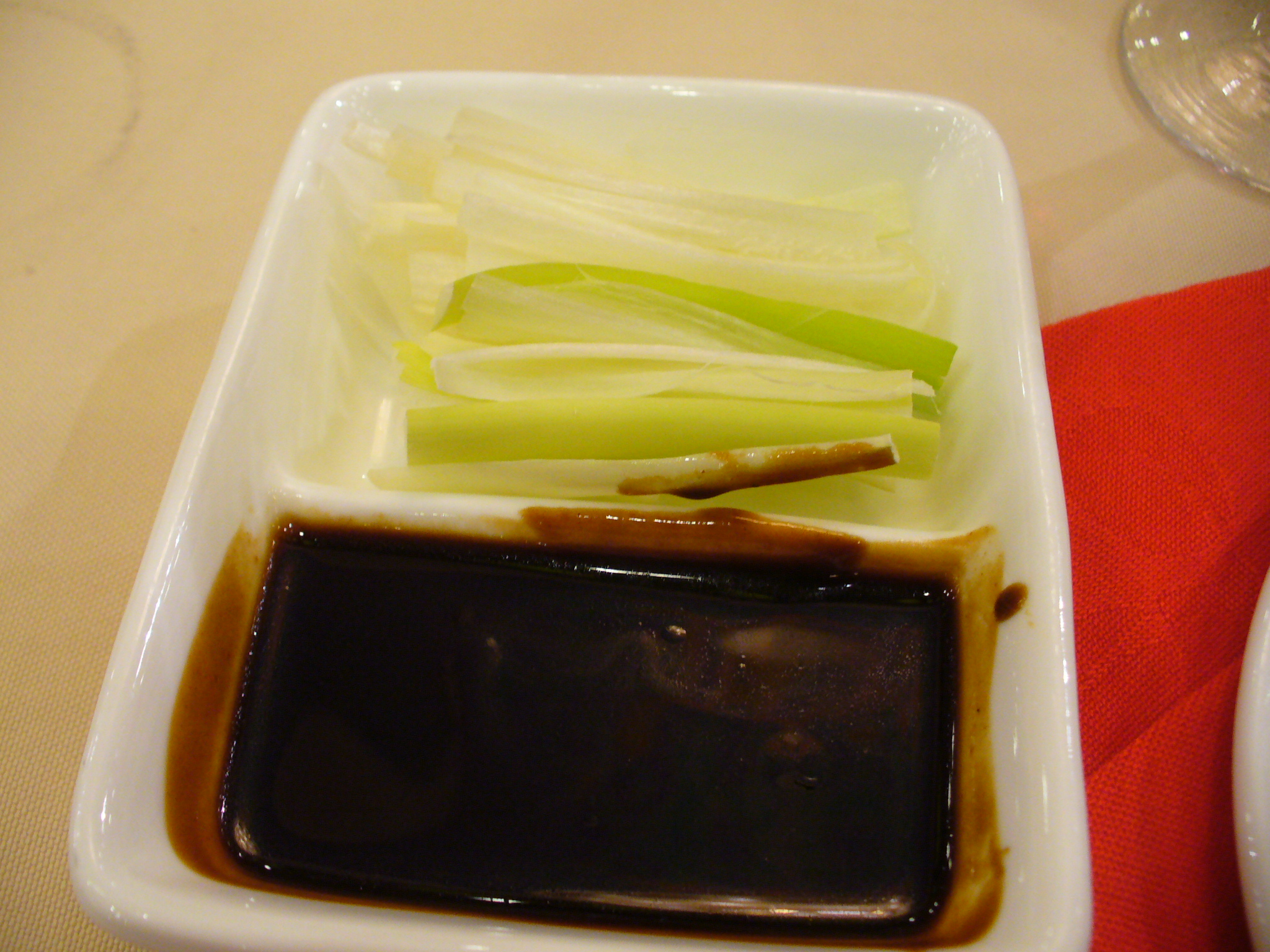
A fogáshoz kínált hagyma és mártás
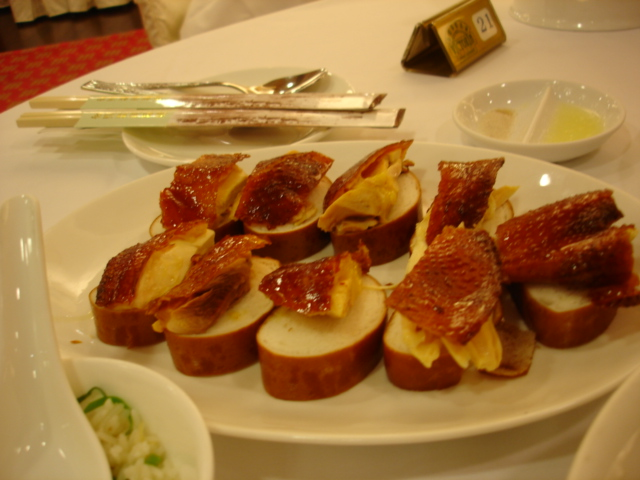
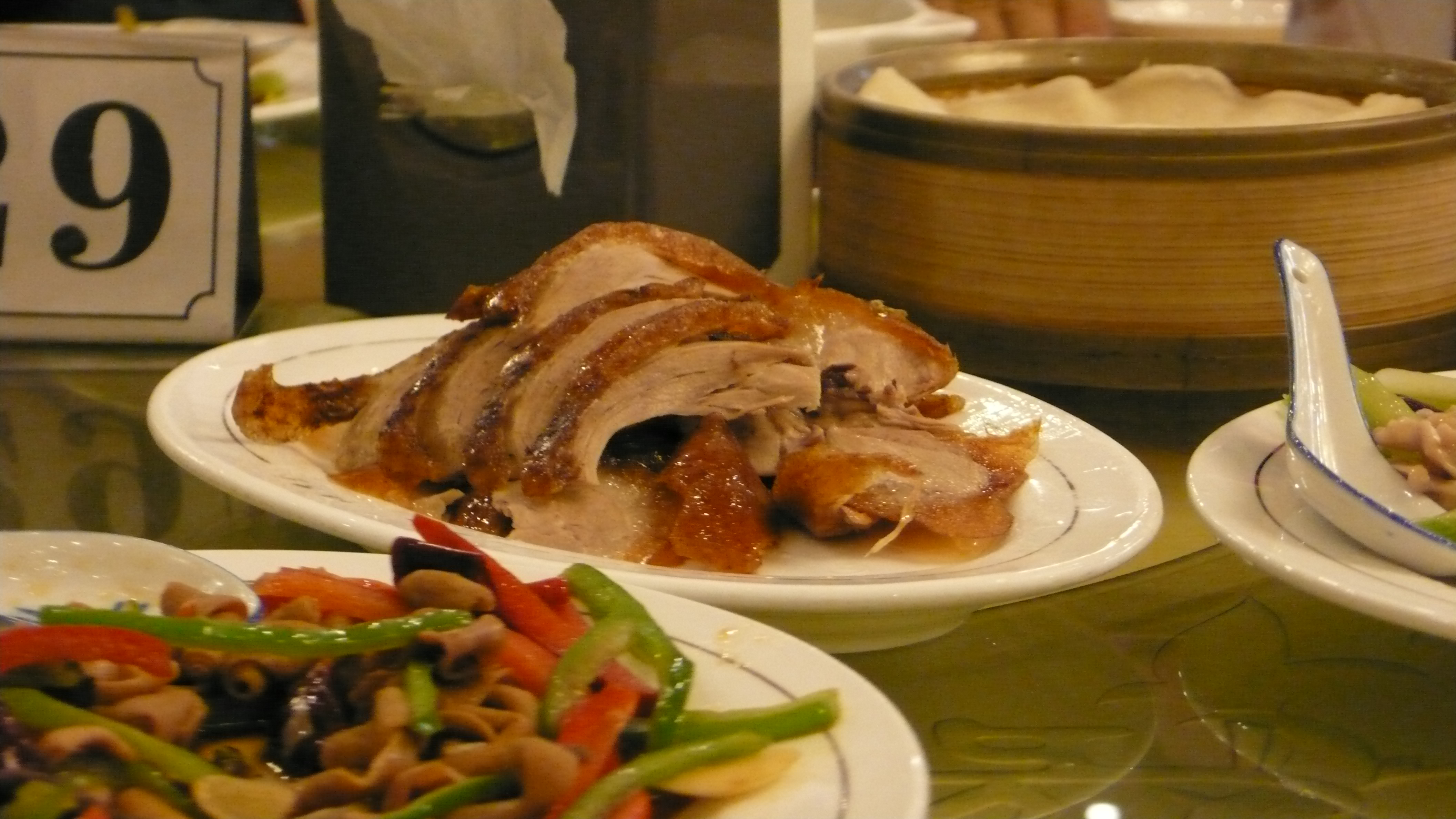
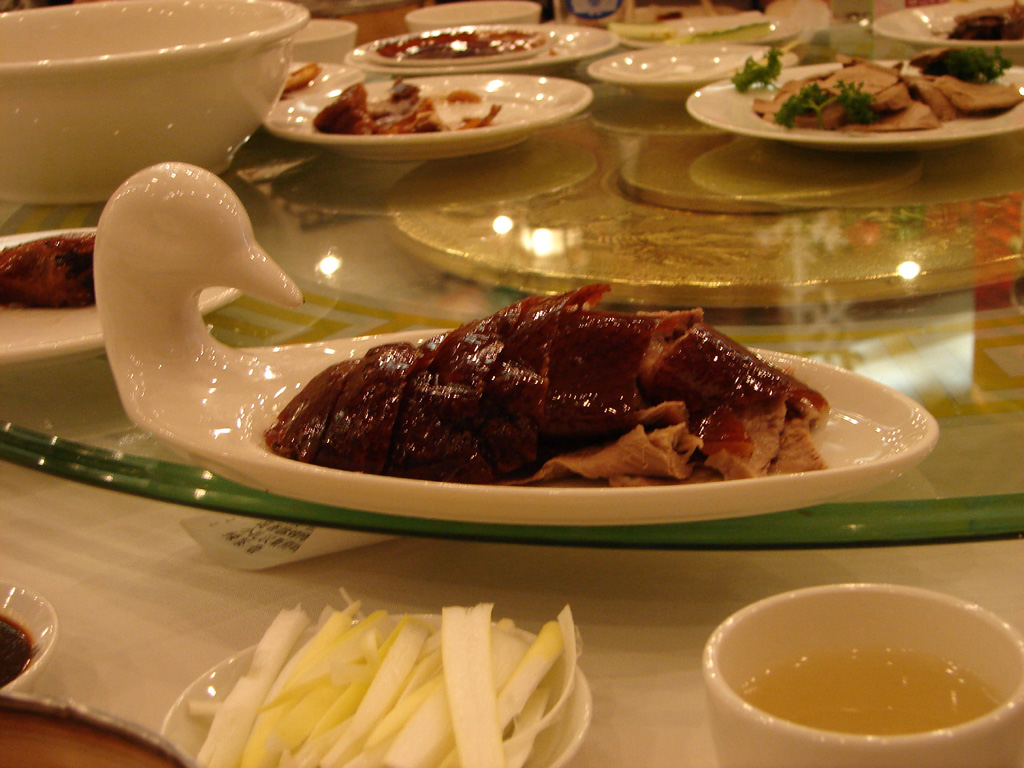
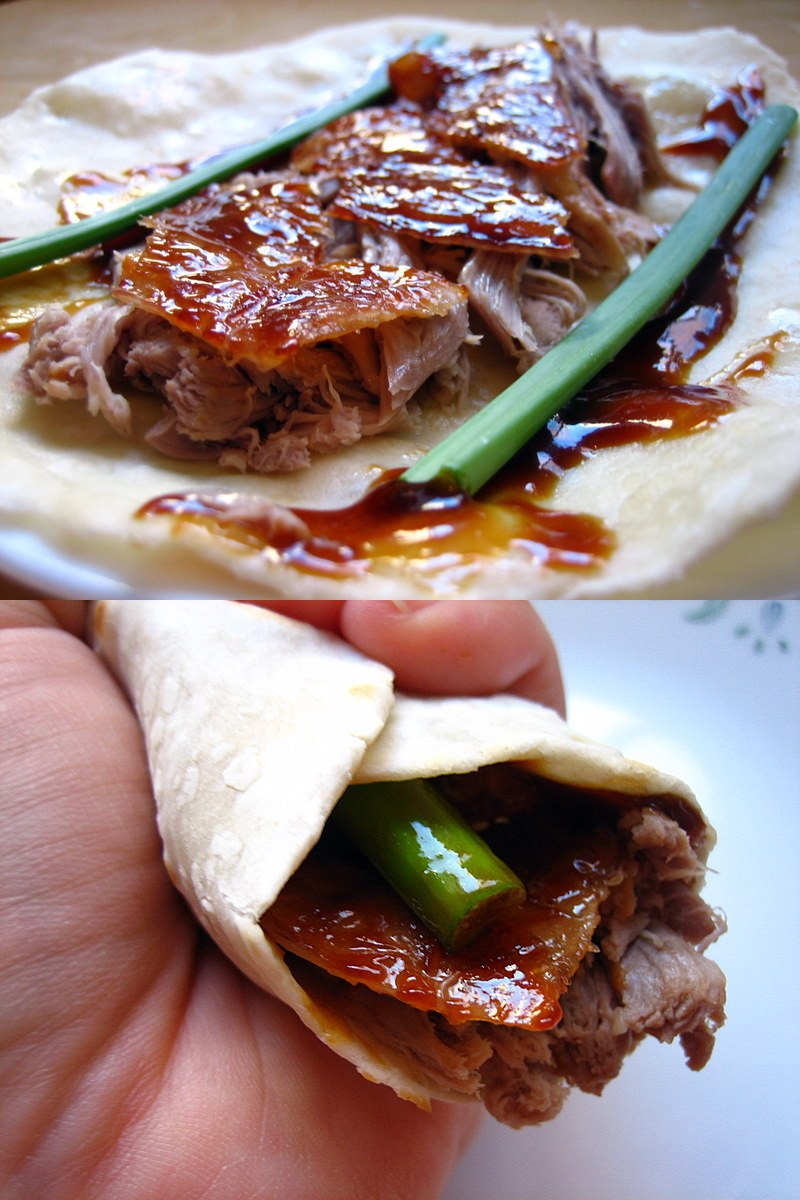
Pekingi kacsa töltelékként
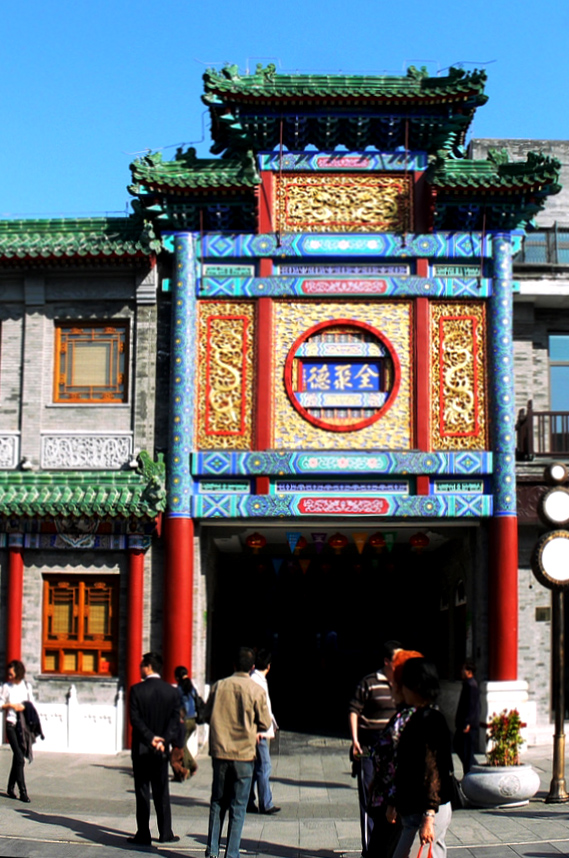
A híres Csüanzsutö (Quanjude) étterem